# Доничи Супериоре (Козенца)
Доничи Супериоре је насеље у Италији у округу Козенца, региону Калабрија.
Према процени из 2011. у насељу је живело 558 становника. Насеље се налази на надморској висини од 546 м.